# Governo Brüning I
Il Governo Brüning I  fu in carica dal 30 marzo 1930 al 7 ottobre 1931 per un totale di 556 giorni.

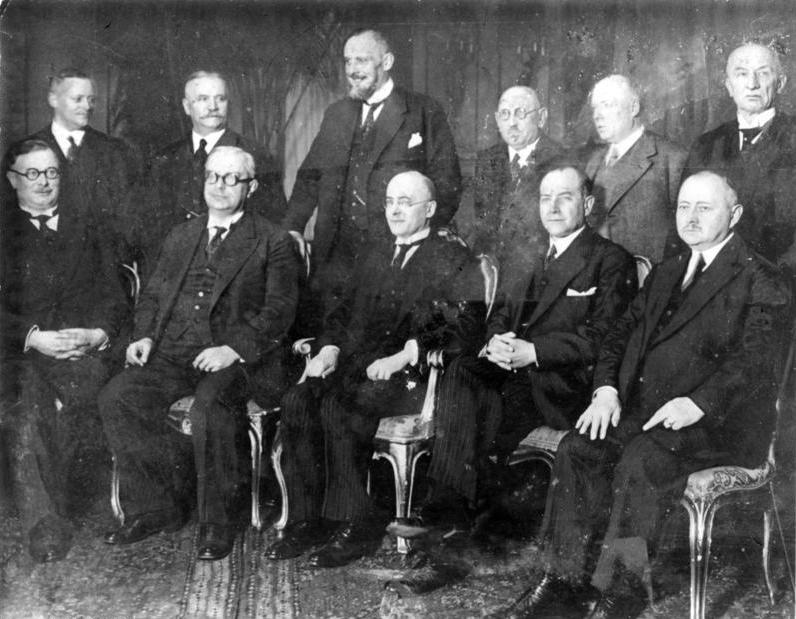
Il governo, seduti da sinistra verso destra: Joseph Wirth (Z), ministro degli Interni; Hermann Dietrich (DDP), ministro dell'Economia; Heinrich Brüning (Z), Cancelliere; Julius Curtius (DVP), ministro degli Esteri; Georg Schätzel (BVP), ministro delle Poste. In piedi da sinistra: Gottfried Reinhold Treviranus (KVP), ministro per i Territori Occupati; Martin Schiele (DNVP), ministro dell'Agricoltura; Johann Viktor Bredt (WP), ministro della Giustizia; Adam Stegerwald (Z), ministro del lavoro; Paul Moldenhauer (DVP), ministro delle Finanze; Theodor von Guérard (Z), ministro dei Trasporti; Wilhelm Groener (Indip.), ministro della Difesa.

## Composizione

### Cancelliere
| Heinrich Brüning (Zentrum) |

### Vice-cancelliere
| Hermann Dietrich (Partito Democratico Tedesco) |

### Ministri

#### Ministero degli Esteri
| Julius Curtius (Partito Popolare Tedesco) |

#### Ministero degli Interni
| Joseph Wirth (Zentrum) |

#### Ministero delle Finanze
| Paul Moldenhauer (Partito Popolare Tedesco)                       |
| Dal 26 giugno 1930 Hermann Dietrich (Partito Democratico Tedesco) |

#### Ministero dell'Economia
| Hermann Dietrich (Partito Democratico Tedesco)                     |
| Dal 26 giugno 1930 Ernst Trendelenburg (Indipendente - Ad interim) |

#### Ministero del Lavoro
| Adam Stegerwald (Zentrum) |

#### Ministero di Grazia e Giustizia
| Johann Viktor Bredt (Partito Economico)    |
| Dal 3 maggio 1930 Curt Joël (Indipendente) |

#### Ministero della Difesa
| Wilhelm Groener (Indipendente) |

#### Ministero delle Poste
| Georg Schätzel (Partito Popolare Bavarese) |

#### Ministero dei Trasporti
| Theodor von Guérard (Zentrum) |

#### Ministero dell'Agricoltura
| Martin Schiele (Partito Popolare Nazionale Tedesco) |

#### Ministero per le Aree Occupate
| Gottfried Reinhold Treviranus (Partito Popolare Conservatore) |
| Dal 1º ottobre 1930 Ministero senza Portafoglio               |